# آتشفشان ایرازی
آتشفشان ایرازی (به لاتین: Irazú Volcano) یک آتشفشان در کاستاریکا است که در کاستاریکا واقع شده‌است. آتشفشان ایرازی ۳٬۴۳۲ متر بالاتر از سطح دریا واقع شده‌است.